# Белоспинный артам
Белоспинный артам (лат. Artamus monachus) — вид птиц из семейства ласточковых сорокопутов. Подвидов не выделяют.
Эндемик Индонезии. Распространён на островах Сулавеси, Лембе, Бутунг, Тогиан, Банггаи и Сула. Обитает в дождевых лесах с густым пологом.
Мелкая птица, длиной 19—20 см, весом 50—60 г. Это птица коренастого телосложения, со сплющенной головой, коротким коническим клювом, длинными заострёнными крыльями с очень широким основанием и коротким прямым хвостом, а также достаточно короткими ногами. Голова и горло тёмно-коричневые. Спина, грудь и брюхо белые. Крылья и хвост тёмно-серые. Клюв синевато-серый с чёрным кончиком, глаза тёмно-карие, а ноги — черноватые.
Живёт на деревьях. Держится небольшими стаями. Питается насекомыми, преимущественно летающими. Сезон размножения этих птиц неизвестен — только два наблюдения за гнёздами (чашеобразное гнездо на ветке дерева на высоте около пятнадцати метров у основания большого эпифита), были сделаны в июле. Есть основания полагать, что воспроизводство вида существенно не отличается от того, что можно наблюдать у других артамов.